# AN/PVS-17
AN/PVS-17は、アメリカ特殊作戦軍で採用されている歩兵用暗視装置。第3世代の光増幅管を装備しており、製造はノースロップ・グラマン社（旧：ITT インダストリーズ）が行っている。水深20mまでの防水機能を備えており、倍率はAN/PVS-17Bで2.25倍、AN/PVS-17Cで4.5倍である。
型式のAN/PVSは"Army/Navy Portable Visual Search"を略したもので陸海軍共通命名システムで命名されている。